# João XXIII (Timóteo)
João XXIII é um bairro do município brasileiro de Timóteo, no interior do estado de Minas Gerais. Localiza-se no distrito-sede, estando situado na Regional Sudeste. Segundo o censo demográfico de 2022, realizado pelo Instituto Brasileiro de Geografia e Estatística (IBGE), sua população era de 993 habitantes e havia 385 domicílios particulares permanentes ocupados.
De acordo com o IBGE, em 2010 a população era de 1 104 habitantes e havia 422 domicílios particulares.

## História e descrição
O bairro surgiu na década de 1980, possuindo uma origem relativamente recente em relação à malha urbana da cidade.
Neste bairro ocorre a Feira do Timirim, que é uma das principais feiras livres do Vale do Aço, organizada desde a década de 80. Apesar de receber o nome do bairro vizinho Timirim, situa-se em área do João XXIII, onde é endereçada. Outro ponto de referência é o Estádio José de Oliveira Freitas, que é a "casa" do Acesita Esporte Clube, um dos times de futebol mais bem sucedidos da cidade.
O bairro possui uma unidade básica de saúde que atende à demanda de cerca de 4 mil moradores de bairros próximos, além de uma unidade de ensino pública, a Escola Estadual Leôncio de Araújo. Também há uma quadra poliesportiva inaugurada em 2018.

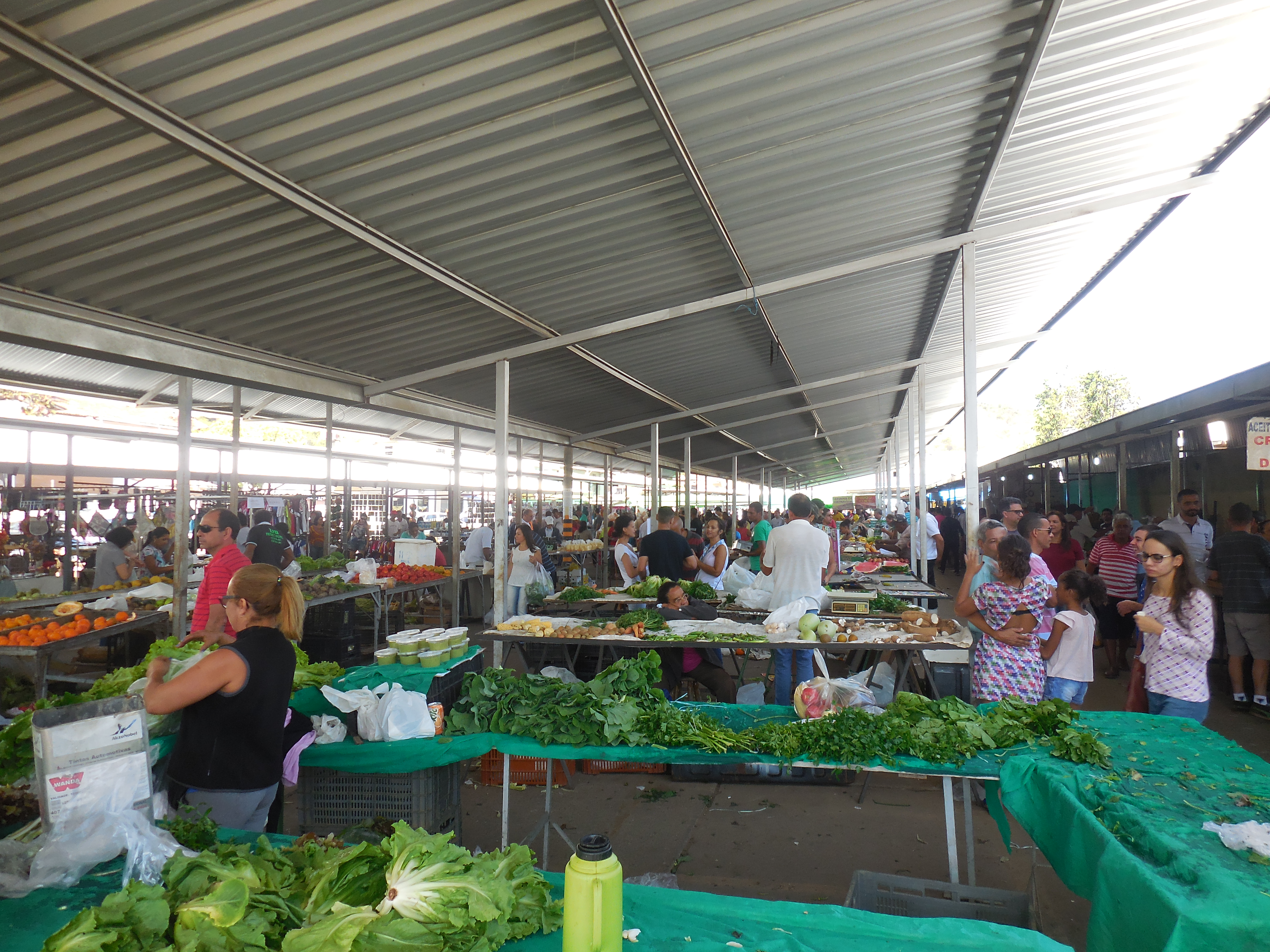
Interior da Feira do Timirim, que ocorre no bairro João XXIII.
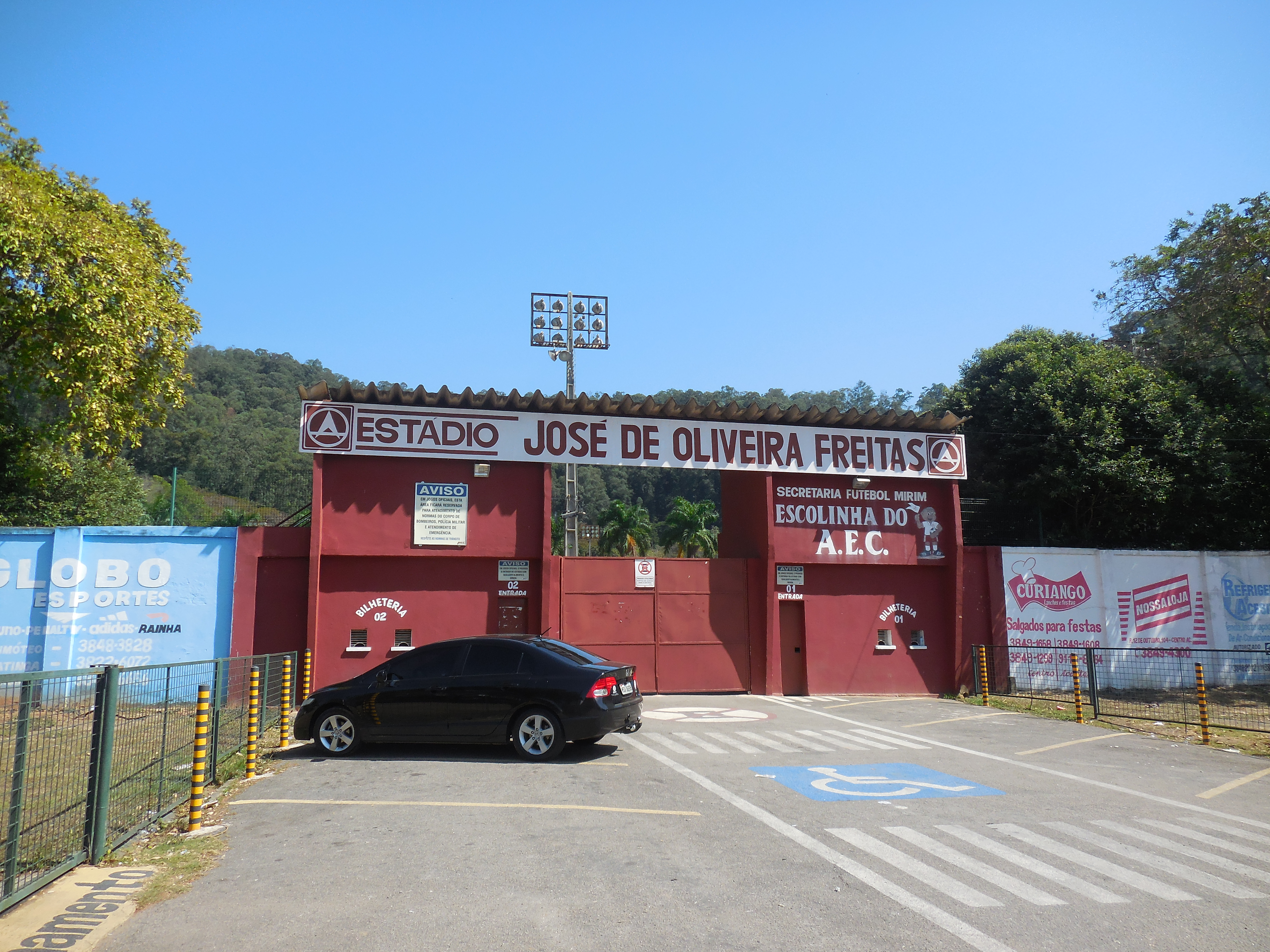
Entrada do Estádio José de Oliveira Freitas, "casa" do Acesita Esporte Clube.